# Guy Sebastian
 (mars 2015).
Guy Sebastian, né le 26 octobre 1981 à Kelang en Malaisie, est un chanteur et auteur-compositeur australien.

## Biographie
Il naît en 1981 à Kelang, en Malaisie et sa famille déménage dans sa jeunesse à Adélaïde, en Australie.
Il est le premier gagnant d'Australian Idol en 2003 et a été juge dans la version australienne de The X Factor entre 2010 et 2012, et il est actuellement coach dans la version australienne de The Voice depuis la saison 8 en 2018. Sebastian a sorti 8 albums classés dans le top 10 australien dont 2 albums classés numéro un.
Le 4 mars 2015, il est choisi pour représenter l'Australie au concours Eurovision de la chanson 2015 à Vienne, en Autriche. Il interprète la chanson Tonight Again.

## Vie privée
Il se marie en mai 2008 avec une femme nommée Jules et ils ont deux enfants.